# Фронтовое (село, Севастополь)
Фронтово́е (укр. Фронтове; до 1945 года — Отарко́й, крымскотат. Otarköy, Отаркой) — село в Нахимовском районе города федерального значения Севастополя, входит в состав Верхнесадовского муниципального округа (согласно административно-территориальному делению Украины — Верхнесадовского сельсовета Нахимовского района Севастопольского горсовета).

## Современное состояние
Площадь 71,5 гектара, по данным сельсовета на 2009 год числилось 315 дворов, во Фронтовом действуют средняя школа № 55, клуб "Культурного комплекса «Корабел», отделение почты, с Севастополем и другими населёнными пунктами города село связано автобусным сообщением.

## География
Фронтовое расположено на северо-востоке территории горсовета, у границы с Бахчисарайским районом, ближайшие сёла — Верхнесадовое, Пироговка, Холмовка, ближайшая железнодорожная станция — платформа 1509 километр. Находится на левом берегу реки Бельбек в среднем течении, на северо-восточном склоне Мекензиевых гор, высота центра села над уровнем моря 81 м. Транспортное сообщение осуществляется по региональной автодороге 67Н-30 Верхнесадовое — Фронтовое — Красный Мак.

## Население
| 2001 | 2014  |
| ---- | ----- |
| 996  | ↗1006 |

Численность населения по данным переписи населения по состоянию на 14 октября 2014 года составила 1006 человек.
Динамика численности населения
| - 1805 год — 155 чел. - 1864 год — 244 чел. - 1889 год — 337 чел. - 1892 год — 275 чел. - 1902 год — 285 чел. - 1915 год — 482/23 чел. - 1926 год — 307 чел. | - 1939 год — 390 чел. - 1944 год — 697 чел. - 1989 год — 876 чел. - 1998 год — 1009 чел. - 2001 год — 996 чел. - 2009 год — 977 чел. - 2014 год — 1006 чел. |

## История
Первое документальное упоминание села встречается в «Османском реестре земельных владений Южного Крыма 1680-х годов», согласно которому в 1686 году (1097 год хиджры) в селении Отар-Саласы Мангупского кадылыка эялета Кефе. Всего упомянуто 63 землевладельца (все мусульмане), владевших 825,5 дёнюмами земли. Упоминается также в фирмане султана Османа III от 1755 года, которым была пожалована неким ага Мегмедше и Мустафе часть доходов с деревни Отаркой в размере 2000 акче. После обретением ханством независимости по Кючук-Кайнарджийскому мирному договору 1774 года «повелительным актом» Шагин-Гирея 1775 года селение было включено в Крымское ханство в состав
Бакчи-сарайского каймаканства Мангупскаго кадылыка, что зафиксировано и в Камеральном Описании Крыма… 1784 года, где Отар (в описании значатся два Отара — приходы-маале большой деревни). После присоединения Крыма к России (8) 19 апреля 1783 года, (8) 19 февраля 1784 года, именным указом Екатерины II сенату, на территории бывшего Крымского Ханства была образована Таврическая область и деревня была приписана к Симферопольскому уезду. После Павловских реформ, с 1796 по 1802 год, входила в Акмечетский уезд Новороссийской губернии. По новому административному делению, после создания 8 (20) октября 1802 года Таврической губернии, Отаркой был включён в состав Чоргунской волости Симферопольского уезда.
По Ведомости о всех селениях в Симферопольском уезде состоящих с показанием в которой волости сколько числом дворов и душ… от 9 октября 1805 года, в деревне Отаркой числилось 27 дворов, 158 жителей, крымских татар и 27 крымских цыган. На военно-топографической карте генерал-майора Мухина 1817 года в деревне обозначено 45 дворов. После реформы волостного деления 1829 года Отаркой, согласно «Ведомости о казённых волостях Таврической губернии 1829 года», включили в состав Дуванкойской волости (преобразованной из Чоргунской). На карте 1935 года в деревне 31 двор, как и на карте 1842 года.
В 1860-х годах, после земской реформы Александра II, деревня осталась в составе преобразованной Дуванкойской волости.
Согласно «Списку населённых мест Таврической губернии по сведениям 1864 года», составленному по результатам VIII ревизии 1864 года, Биюк-Отаркой — владельческая татарская деревня и владельческие дачи, с 42 дворами, 244 жителями, мечетью и водяной мельницей при реке Бельбеке. На трёхверстовой карте Шуберта 1865—1876 года в деревне обозначено 33 двора. По «Памятной книге Таврической губернии 1889 года», по результатам Х ревизии 1887 года, в деревне числилось 67 дворов и 337 жителей. На верстовой карте 1889—1890 года в Биюк-Отаркое 40 дворов с татарским населением.

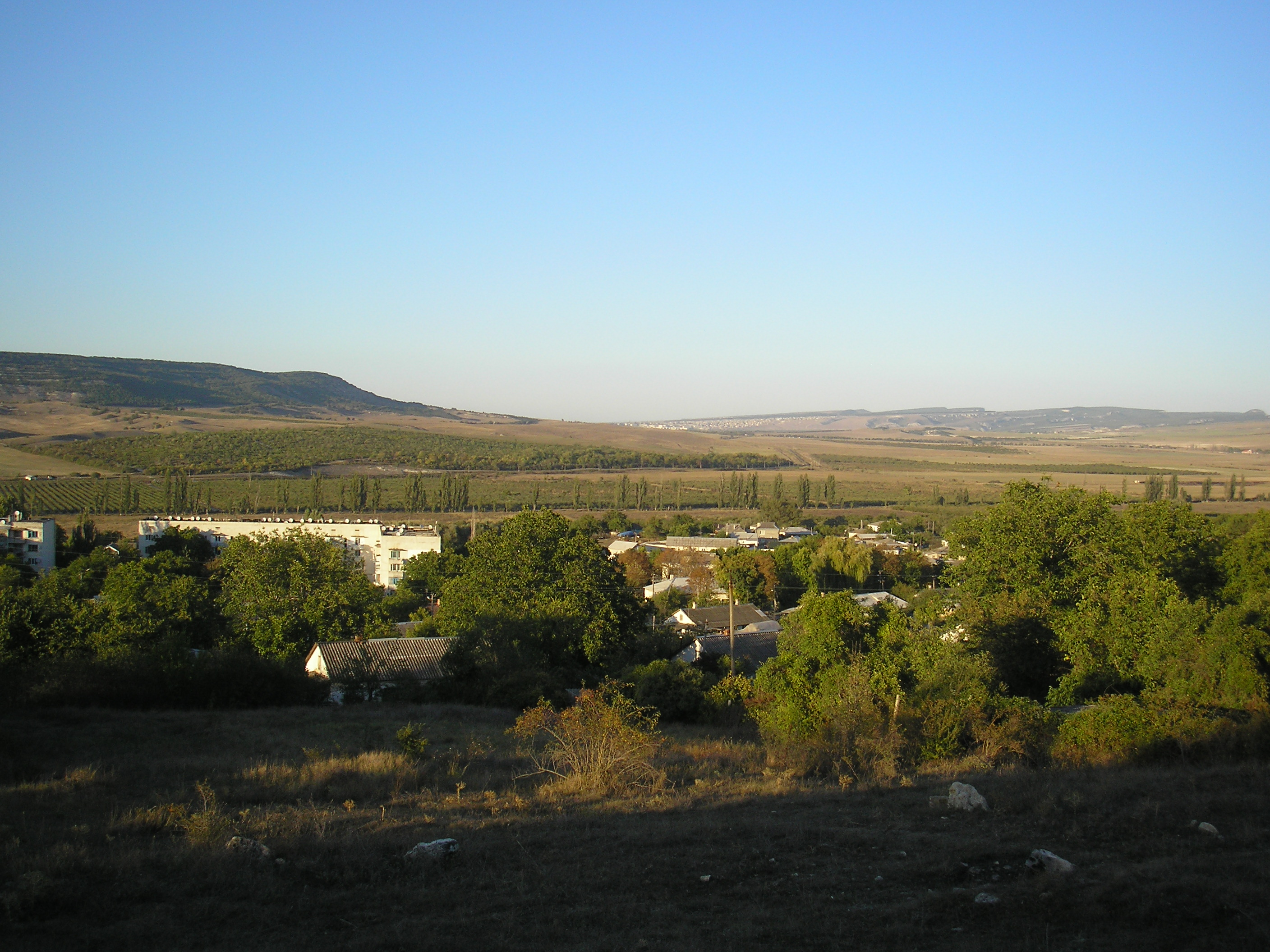

После земской реформы 1890-х годов деревня осталась в составе преобразованной Дуванкойской волости. Согласно «…Памятной книжке Таврической губернии на 1892 год», в деревне Биюк-Отаркой, входившей в Дуванкойское сельское общество, числилось 275 жителей в 44 домохозяйствах, владевших 145 десятинами земли (4 домохозяев была безземельные). По «…Памятной книжке Таврической губернии на 1902 год» в деревне Биюк-Отаркой, входившей в Дуванкойское сельское общество, числилось 282 жителя в 42 домохозяйствах. В 1913 году в деревне велось строительство мектеба. На 1914 год в селении действовала земская школа. По Статистическому справочнику Таврической губернии. Ч.II-я. Статистический очерк, выпуск шестой Симферопольский уезд, 1915 год, в деревне Биюк-Отаркой (на реке Бельбек) Дуванкойской волости Симферопольского уезда числилось 65 дворов с татарским населением в количестве 482 человек приписных жителей и 23 — «посторонних», из которых 280 мужчин и 225 женщин. Жители владели 522 десятинами удобной земли. В хозяйствах имелось 64 лошади, 6 волов, 29 коров и 310 голов мелкого скота. Также к селению были приписаны экономия Л. А. Сеферова и около 20 частных садов.
После установления в Крыму Советской власти, по постановлению Крымревкома от 8 января 1921 года была упразднена волостная система и село вошло в состав Бахчисарайского района Симферопольского уезда (округа), а в 1922 году уезды получили название округов. 11 октября 1923 года, согласно постановлению ВЦИК, в административное деление Крымской АССР были внесены изменения, в результате которых был создан Бахчисарайский район и село включили в его состав. Согласно Списку населённых пунктов Крымской АССР по Всесоюзной переписи 17 декабря 1926 года, в селе Биюк-Отаркой, центре Биюк-Отаркойского сельсовета Бахчисарайского района, имелось 86 дворов, все крестьянские, население составляло 307 человек (163 мужчины и 144 женщины). В национальном отношении учтено: 299 татар и 8 русских, действовала татарская школа. С 1935 года село, вместе с сельсоветом, включили во вновь образованный Куйбышевский район
Во время обороны Севастополя, в 1941 году, через Биюк-Отаркой проходила первая линия обороны города. В 1944 году, после освобождения Крыма от фашистов, согласно Постановлению ГКО № 5859 от 11 мая 1944 года, 18 мая оставшиеся крымские татары из Биюк-Отаркоя были депортированы в Среднюю Азию. На май того года в селе учтено 697 жителей (175 семей), все крымские татары, был принят на учёт 161 дом спецпереселенцев. 12 августа 1944 года было принято постановление № ГОКО-6372с «О переселении колхозников в районы Крыма», по которому в опустевшую деревню заселили колхозниками c Украины. Указом Президиума Верховного Совета РСФСР от 21 августа 1945 года Отаркой был переименован во Фронтовое и Отаркойский сельсовет — во Фронтовской, видимо, тогда же объединили два соседних опустевших села: Орта-Кесек-Отаркой далее в документах не встречается. С 25 июня 1946 года Фронтовое в составе Крымской области РСФСР, а 26 апреля 1954 года Крымская область была передана из состава РСФСР в состав УССР. Время упразднения сельсовета пока не установлено: на 15 июня 1960 года село числилось в составе Красномакского. Указом Президиума Верховного Совета УССР «Об укрупнении сельских районов Крымской области», от 30 декабря 1962 года Куйбышевский район был упразднён и село присоединили к Бахчисарайскому. Решением Севастопольского горисполкома № 313 от 22 мая 1965 года село, вместе с сельсоветом, передано в состав Севастопольского горсовета. С 21 марта 2014 года в составе Севастополя аннексировано Россией.